# Pere Arvei
Pere Arvei (? - segle XIV) va ser l'arquitecte constructor de la Llotja de Mar entre 1384 i 1397 encomanada per Pere el Cerimoniós. El 1386 viatjà fins a Girona per formar part de la primera junta de tècnics que havien d'estudiar la viabilitat de l'ampliació de la nau de la Seu de Girona; junta que acordar la seva inviabilitat. L'any 1392, s'enllestí la sala gòtica de la llotja de Barcelona de tres naus dividides per dues sèries de tres arcs de mig punt, sostinguts per quatre columnes polilobulades.